# 施泰因普拉特山
47°36′15″N 12°34′48″E / 47.60417°N 12.58000°E

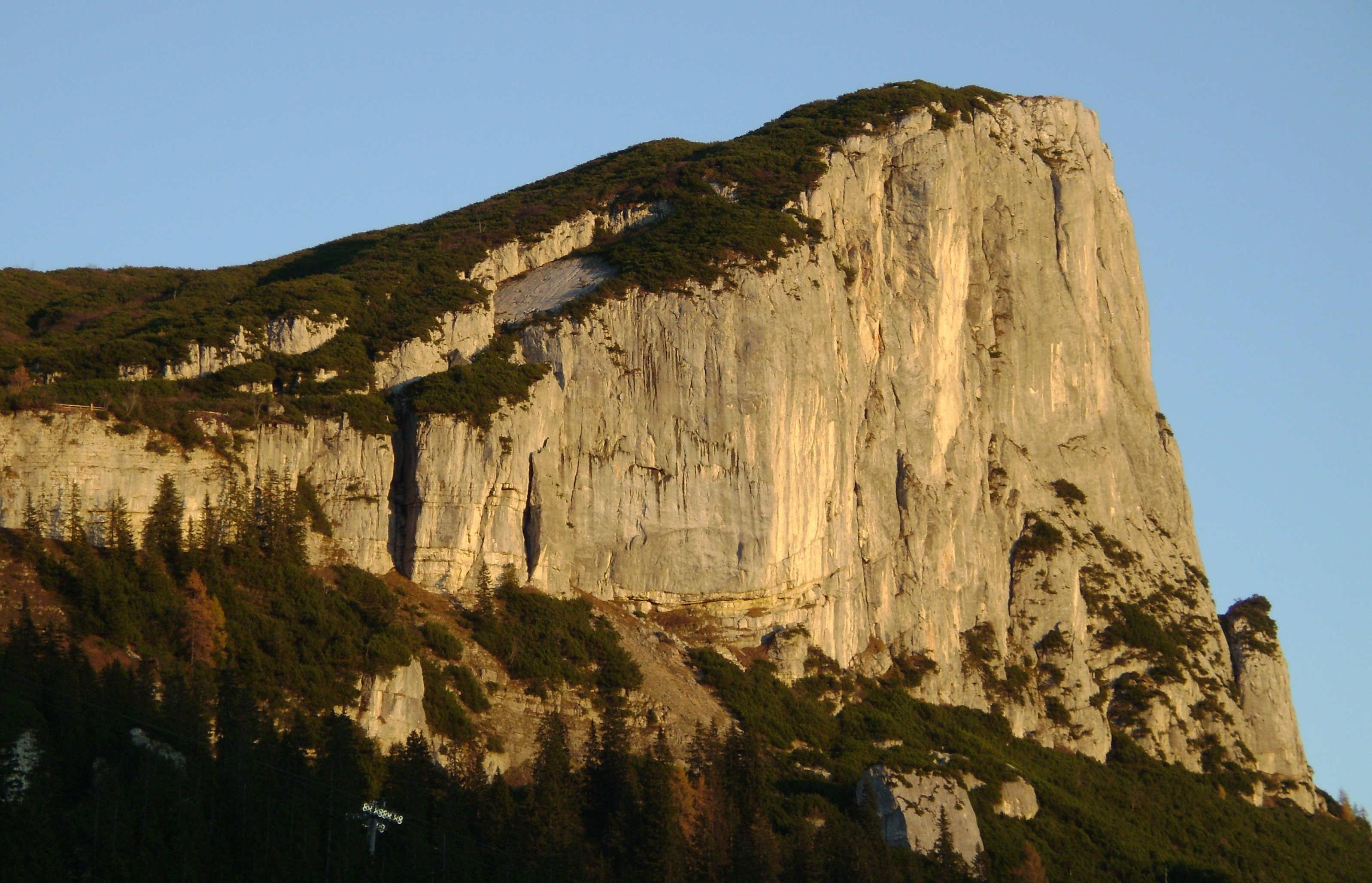

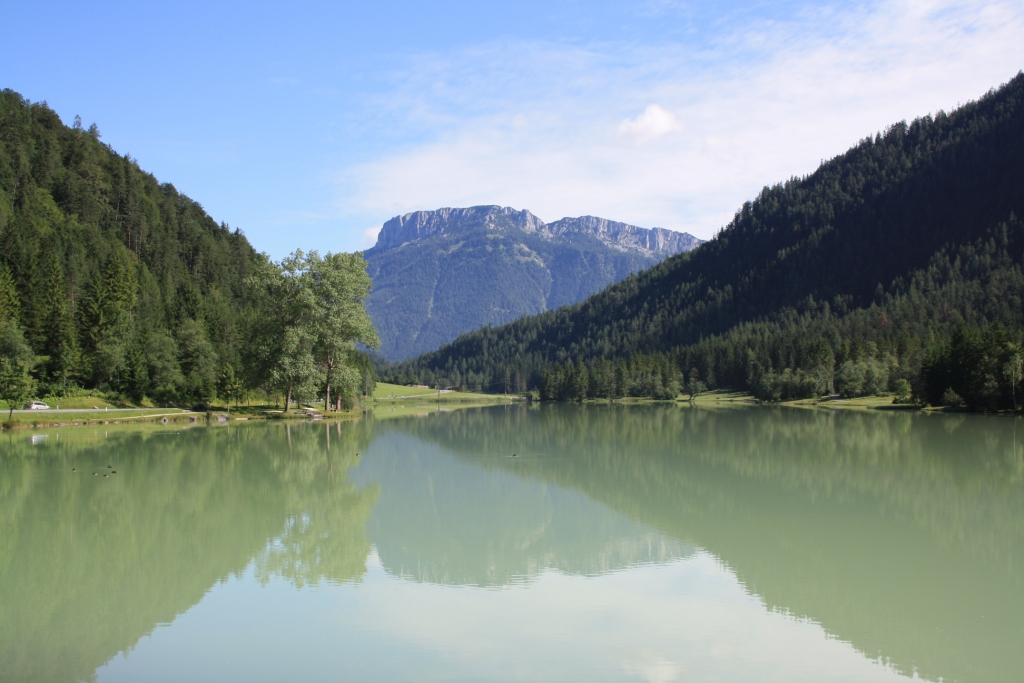

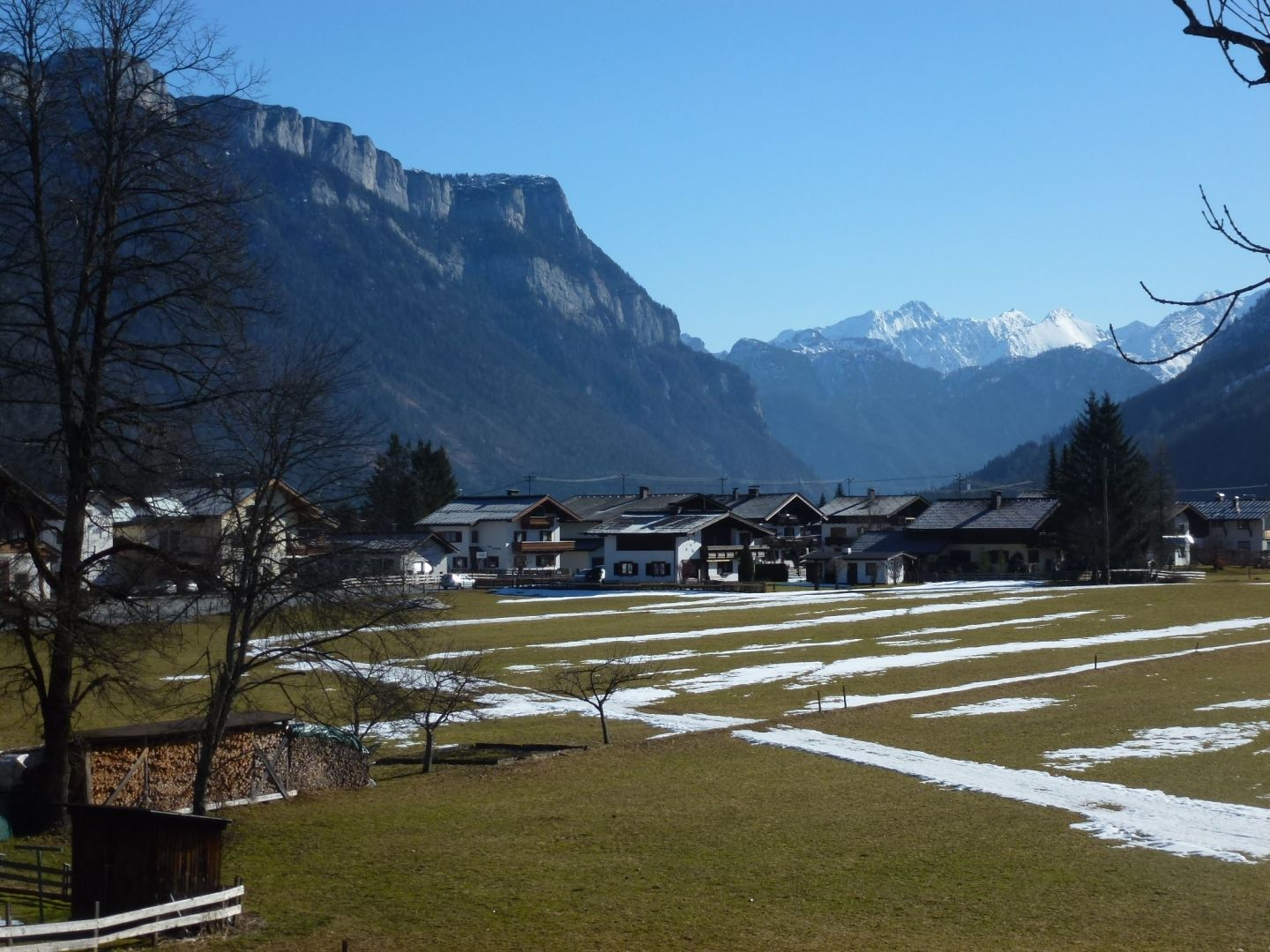

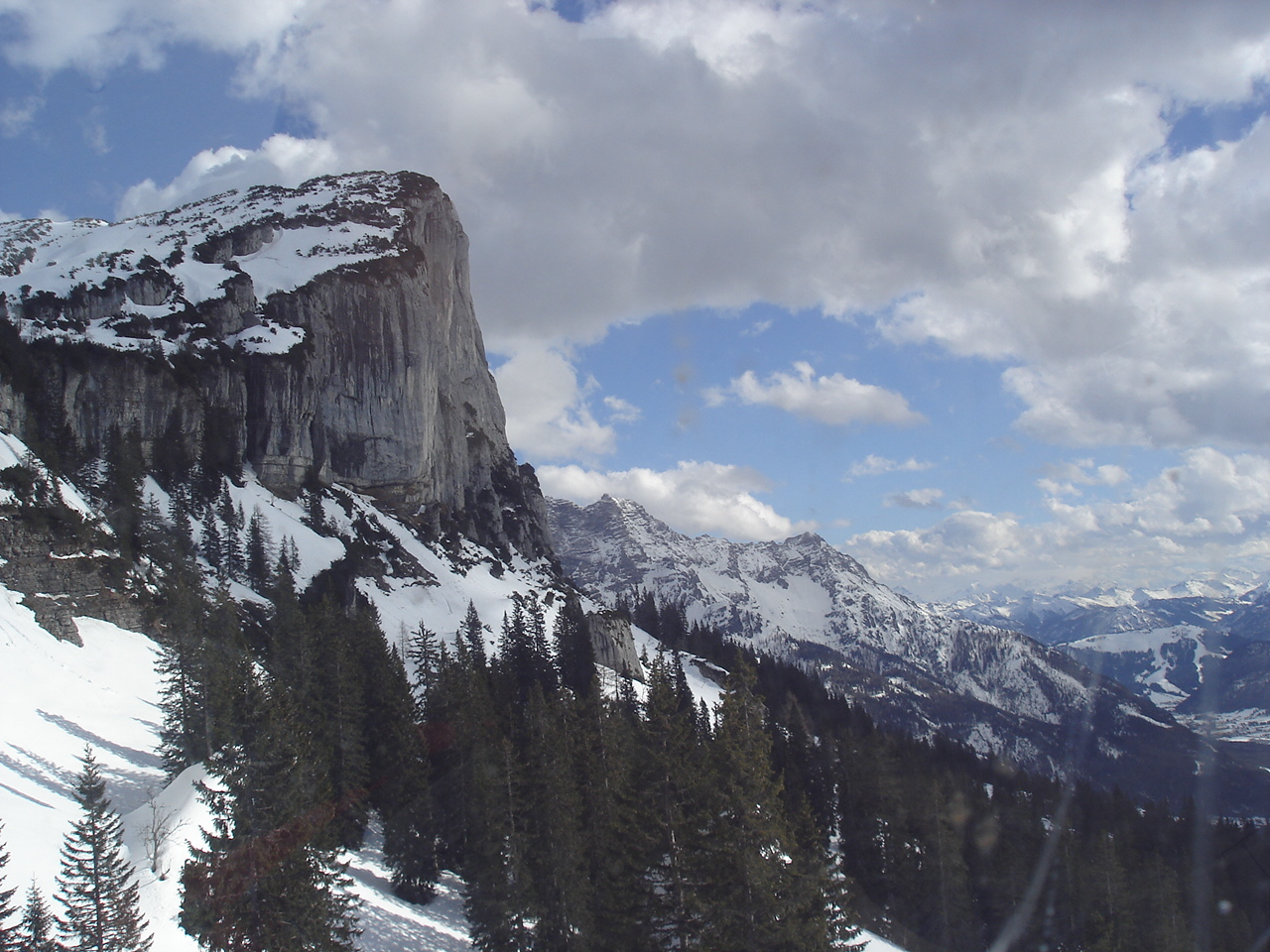

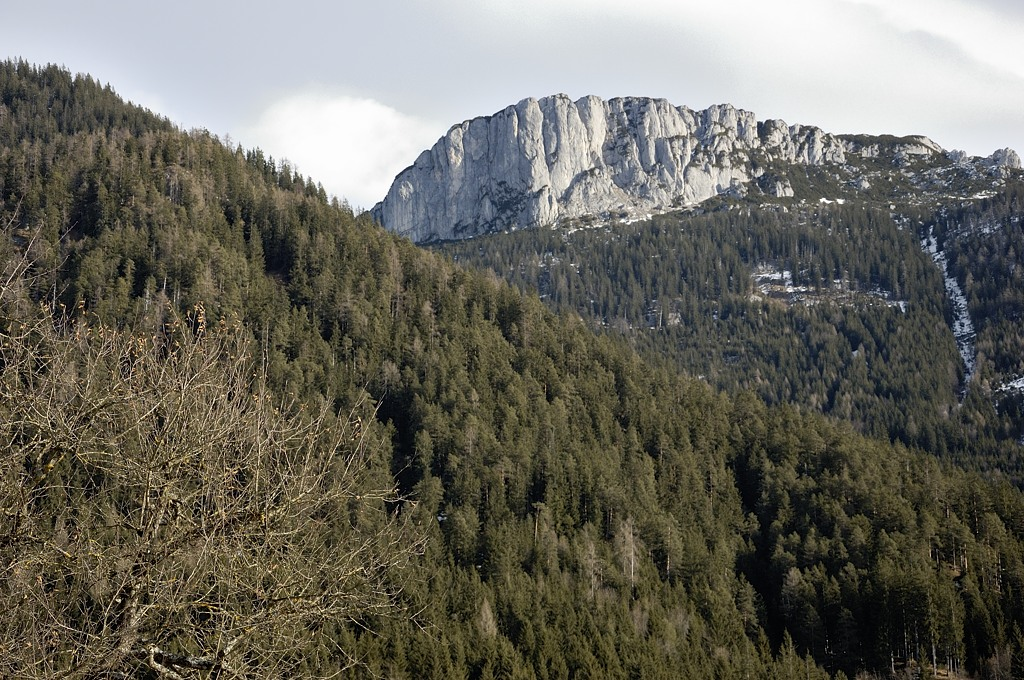

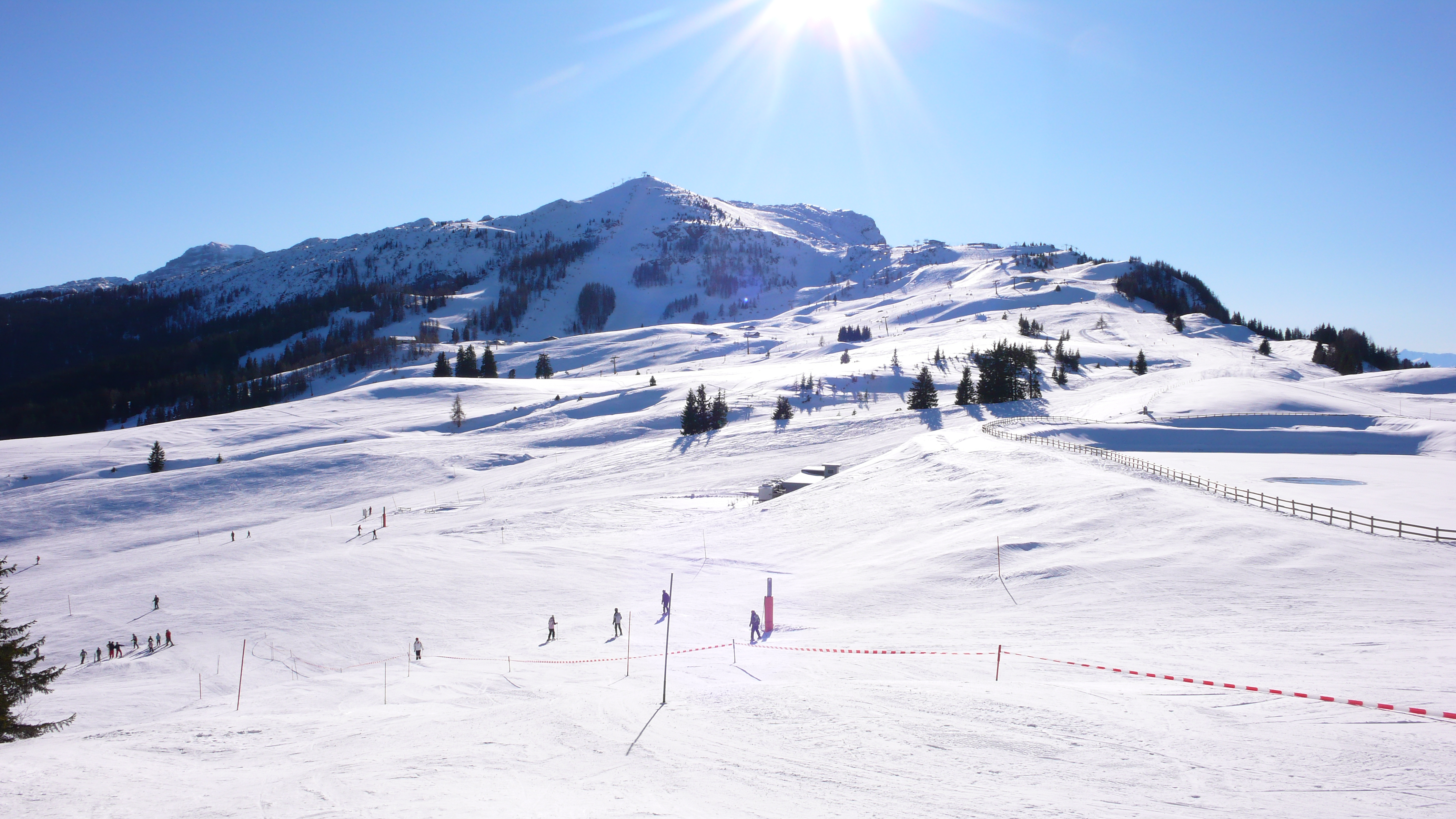

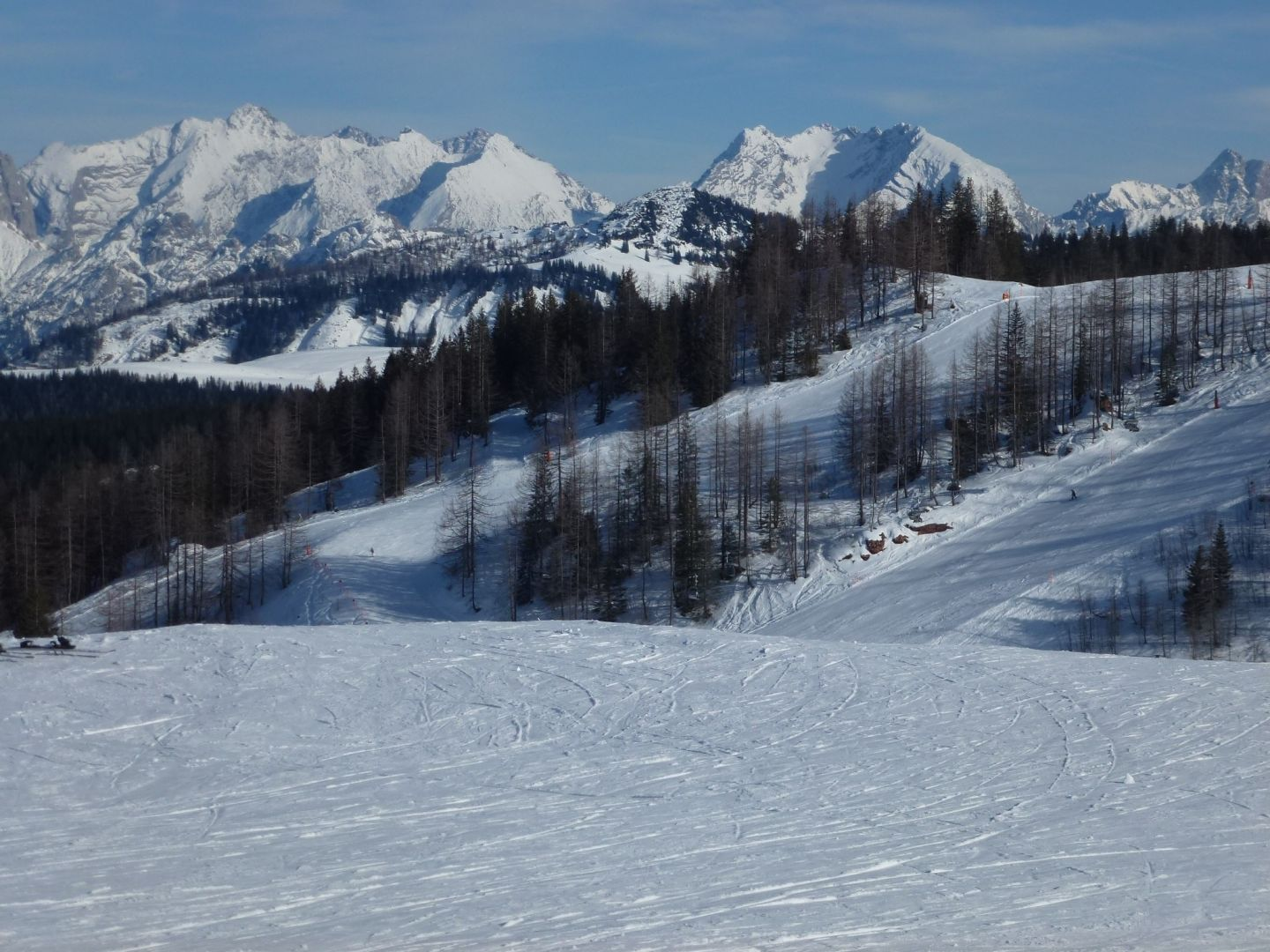

施泰因普拉特山（德語：Steinplatte），是奧地利的山峰，位於該國西部，處於薩爾茨堡州和蒂羅爾州接壤的邊界，距離洛弗山脈5.3公里，屬於基姆高山脈的一部分，海拔高度1,869米。